# Cliffortia grandifolia
Cliffortia grandifolia är en rosväxtart som beskrevs av Christian Friedrich Frederik Ecklon och Zeyh.. Cliffortia grandifolia ingår i släktet Cliffortia och familjen rosväxter.

## Underarter
Arten delas in i följande underarter:
- C. g. recurvata
- C. g. denticulata
- C. g. grandifolia